# Бурма, Александр Иванович
Александр Иванович Бурма (1930—1995) — советский партийный, хозяйственный и государственный деятель. Первый секретарь Октябрьского (1970—1985) и Стерлитамакского (1985—1989) ГК КПСС. Почётный гражданин города Октябрьский (1985).

## Биография
Родился 4 марта 1930 года в посёлке Новоодесский Акбулакского района (ныне — Оренбургская область) в крестьянской семье.
С 1941 по 1945 годы, в период Великой Отечественной войны, А. И. Бурма наравне со взрослыми работал в колхозе и на колхозных полях и помогал своей матери в домашнем хозяйстве, его отец воевал на фронте и все заботы семьи легли на плечи подростка.
С 1948 по 1953 годы проходил обучение в Ленинградском горном институте. С 1953 по 1959 годы работал в системе нефтедобывающей промышленности на различных руководящих должностях: старший инженер энергетического управления «Башнефть», главный энергетик нефтепромыслового управления «Октябрьскнефть» и начальник специального строительно-монтажного управления «Башэнергонефть».
С 1959 по 1969 годы был назначен руководителем Октябрьского филиала ВНИИнефть, под руководством и при непосредственном участии А. И. Бурмы были созданы новые перспективные виды средств и систем автоматики, оборудования и приборов контроля. С 1969 года начал работать в системе органов партийной власти. С 1970 по 1985 годы, в течение пятнадцати лет, А. И. Бурма избирался — первым секретарём Октябрьского городского комитета КПСС, под его руководством и при непосредственном участии в городе Октябрьский строились новые предприятия (в частности такие как: Октябрьский завод низковольтной электроаппаратуры, производственные объединения «Автоприбор» и «Блокжилкомплект»), развивалась промышленность, велось строительство жилого и социального фондов, возводились объекты научной, культурной и спортивной направленности.
С 1985 по 1989 годы А. И. Бурма работал первым секретарём Стерлитамакского городского комитета КПСС. С 1989 года А. И. Бурма был направлен в заграничную командировку в Йемен, после возвращения из которой работал советником на Стерлитамакском станкостроительном заводе.
Помимо основной деятельности А. И. Бурма избирался депутатом и членом Президиума Верховного Совета Башкирской АССР (8-го, 9-го, 10-го и 11-го созывов) и членом Башкирского областного комитета КПСС.
3 января 1985 года «за большие заслуги в развитии города Октябрьского» А. И. Бурма был удостоен звания Почётный гражданин города Октябрьский.
Скончался 22 августа 1995 года в Уфе.

## Награды
- Орден Трудового Красного Знамени
- Орден Дружбы народов
- Орден Знак Почёта

### Звание
- Почётный гражданин города Октябрьский (3.01.1985[2])